# Bergslienfallet
Der Bergslienfallet (norwegisch) ist ein 2 km langer Gletscherbruch im ostantarktischen Königin-Maud-Land. In der Heimefrontfjella ist er der südwestlichste Gletscherbruch der XU-Fjella.
Wissenschaftler des Norwegischen Polarinstituts benannten ihn 1985 nach der norwegischen Polizeibeamtin Solveig Bergslien (1919–1943), einer Mitarbeiterin des militärischen Geheimdienstes während der deutschen Besatzung Norwegens im Zweiten Weltkrieg, die von der Gestapo ermordet worden ist.